# Marolia nigroguttata
Marolia nigroguttata là một loài bọ cánh cứng trong họ Melandryidae. Loài này được Fairmaire miêu tả khoa học năm 1899.